# World (Lindita-dal)
A World (eredetileg Botë, magyarul: Világ) a koszovói albán Lindita dala, mellyel Albániát képviselte a 2017-es Eurovíziós Dalfesztiválon, Kijevben. A dal az RTSH közszolgálati televízió Festivali i Këngës című műsorában nyerte el az eurovíziós indulás jogát.

## Eurovíziós Dalfesztivál
A dalt az Eurovíziós Dalfesztiválon a május 9-i első elődöntőben adta elő, fellépési sorrendben negyedikként az Ausztráliát képviselő Isaiah Don’t Come Easy című dala után és a Belgiumot képviselő Blanche City Lights című dala előtt. Az elődöntőben a tizennegyedik helyen végzett, így nem jutott tovább a május 13-i döntőbe.
A következő albán induló Eugent Bushpepa Mall című dala volt a 2018-as Eurovíziós Dalfesztiválon.